# Norrlands artilleriregemente
Norrlands artilleriregemente (A 4) var ett artilleriförband inom svenska armén som verkade i olika former åren 1893–1997. Förbandsledningen var förlagd i Östersunds garnison i Östersund.

## Historia

### Bildandet
Regementet gavs formellt namnet "Kongl. Norrlands artilleriregemente (№ 4)" den 31 december 1892. Norrlands artilleriregemente bildades den 1 mars 1893 genom att regementet successivt tillfördes enheter från Första Svea artilleriregemente, Första Göta artilleriregemente och Wendes artilleriregemente. Personalen vid regementet skulle vid grundandet innehålla 1 överste, 1 överstelöjtnant, 3 majorer, 11 kaptener, 11 löjtnanter, 6 underlöjtnanter samt 4 styckjunkare och 16 sergeanter. Varje batteri skulle ha 6 förstekonstaplar, 6 andrekonstaplar, 3 avdelningstrumpeterare och 60 man mening stamanställda.  Regementet skulle organisera två divisioner: I. och II. Varje division skulle ha 3 batterier. Batterierna tilldelades 8,4 cm kanon m/81. Den 3 mars 1893 utsågs överste Ernst Boheman som regementets första chef. Den 28 september 1893 tillfördes 9. batteriet vid Första Svea artilleriregemente, vilket hade varit detacherat i Härnösand. Vid Norrlands artilleriregemente namngavs batteriet Frösö kompani och blev regementets 1:a batteri (kompani). Den 28 september blev regementets högtidsdag. År 1894 tillfördes regementet V. artilleridivisionen (5:e artilleridivisionen) ur Första Göta artilleriregemente, vilken varit detacherade till Karlsborgs fästning. Samma år tillfördes även delar av de två divisioner som Wendes artilleriregemente hade haft detacherade till Landskrona. År 1907 togs beslutet att regementet skulle utrustas med kanon m/02 som hade en kaliber på 7,5 cm.

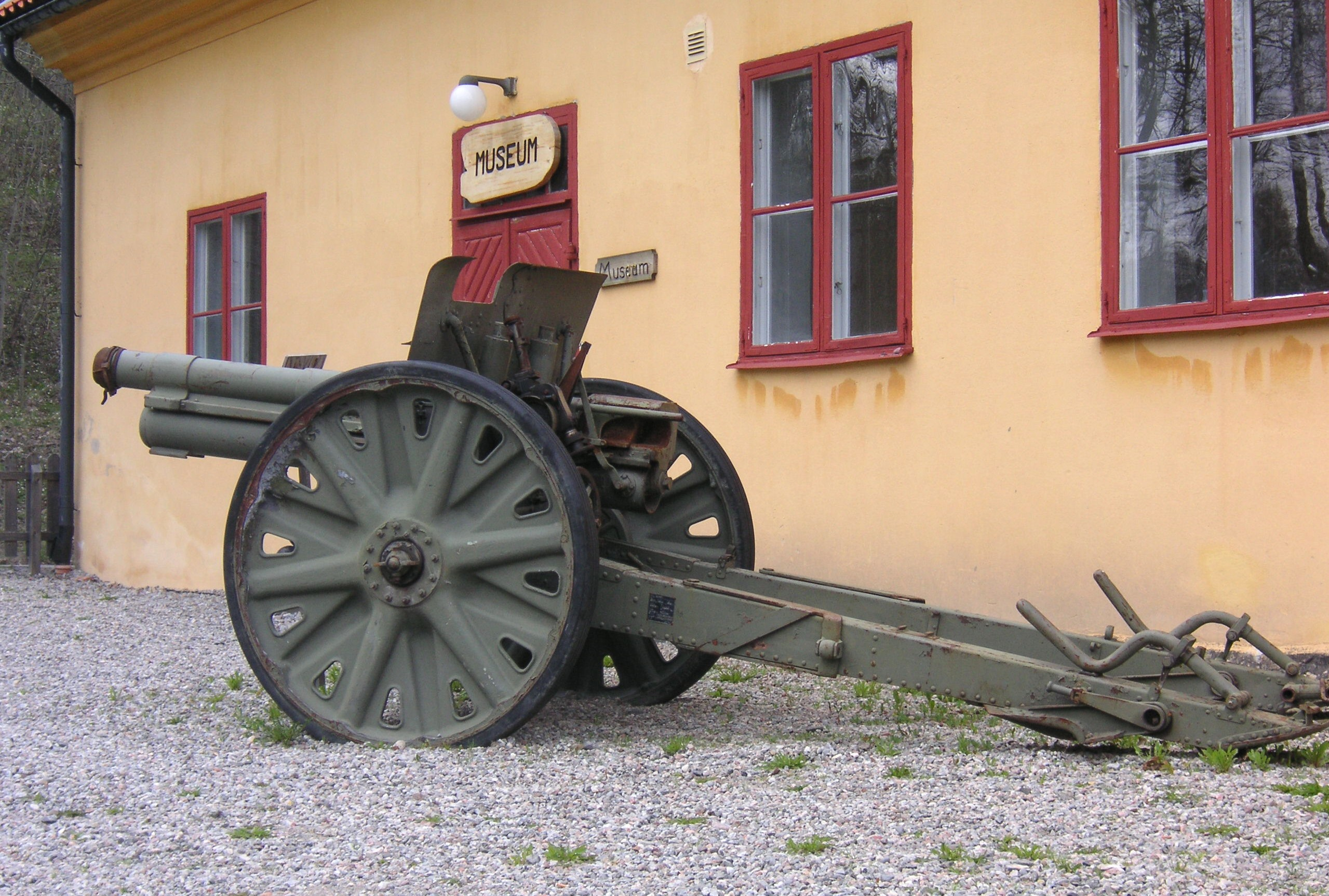
Kanon m/02

Den 1 april 1910 bildades en tredje division (III. divisionen) vid Norrlands artilleriregemente. Divisionen var dock aldrig menade att förläggas till Östersund, utan kom från den 6 juni 1910 att detacheras till Boden som Norrlands artilleriregementes detachement i Boden.

### Ordningsnumret
I samband med 1914 års härordning justerades 1914 samtliga ordningsnummer inom armén. För Norrlands artilleriregemente innebar det att regementet blev tilldelad beteckningen A 4. Justeringen av beteckningen gjordes för att särskilja regementen och kårer mellan truppslagen. Det med bakgrund till att namn och nummer som till exempel № 3 Livregementets grenadjärkår och № 3 Livregementets husarkår kunde förefalla egendomliga för den som inte kände till att förbanden ifråga tillhörde skilda truppslag.

### 1925 års försvarsbeslut
År 1919 satte regementet upp ett särskilt bergsbatteri, 12. batteriet, sedermera beväpnat med 10,5 cm bergshaubits m/24. Genom försvarsbeslutet 1925 beslutades att det detachement regementet hade i Boden, skulle avskiljas från regementet och bilda ett eget självständigt förband. Den 31 december 1927 upplöstes detachementet, för att den 1 januari 1928 bilda Norrbottens artillerikår.

### 1942 års försvarsbeslut
Genom försvarsbeslutet 1942 beslutades att regementet 1942 skulle sätta upp ett dubbleringsregemente, ett så kallt fältregemente, som fick beteckningen A 24. År 1944 utökades organisationen med en granatkastardivision.

### Motoriseringen
Regementet var först av alla regementen att provköra lastbil, men trots detta så avhästades det den 31 augusti 1958, vilket var sist av alla artilleriregementen och sista året med grundutbildning av hästanspänt artilleribatteri var 1953-1954. Batterichef var kapten William Grut. År 1954 började regementet motoriseras, samtidigt blev 10,5 cm haubits m/40 huvudsystem vid regementet.

### OLLI-reformen
I samband med OLLI-reformen, vilken genomfördes inom försvaret åren 1973–1975, bildades A-förband samt B-förband. A-förbanden var regementen som tillfördes ansvaret för ett försvarsområde och med det blev ett försvarsområdesregemente. Försvarsområdesregementet tillfördes samtidigt mobiliserings- och materialansvaret inom försvarsområdet. Detta medförde att Norrlands artilleriregemente som ingick i Östersunds försvarsområde kom att bli ett B-förband (utbildningsregemente), medan Jämtlands fältjägarregemente (I 5) sammanslogs den 1 juli 1974 med Östersunds försvarsområde (Fo 22), vilket namnändrades samtidigt till Jämtlands försvarsområde och bildade försvarsområdesregementet I 5/Fo 22, ett så kallat A-förband.

### 1974 års regeringsform
I samband med att 1974 års regeringsform trädde i kraft den 1 januari 1975, ändrades namnet från Kungliga Norrlands artilleriregemente till enbart Norrlands artilleriregemente. Samtidigt fråntogs Konungen den formella rollen som högste befälhavare för krigsmakten, vilket även kom att gälla rollen som förbandschef över gardesförbanden.

### Försvarsbesluten
Inför både försvarsbeslutet 1977 och försvarsbeslutet 1982 undantogs Norrlands artilleriregemente från att utredas av Försvarets rationaliseringsinstitut. Vid 1977 års försvarsbeslut undantogs regementet tillsammans med Gotlands artilleriregemente (A 7), Bodens artilleriregemente (A 8/Fo 63) och Bergslagens artilleriregemente (A 9) av regionalpolitiska skäl. Istället ansåg Försvarets rationaliseringsinstitut att Smålands artilleriregemente (A 6) med Artilleriets kadett- och aspirantskola (ArtKAS) samt miloverkstaden i Jönköping skulle avvecklas. Detta skulle då medföra att grundutbildningskontingenten vid A 6 skulle kunna fördelas på Wendes artilleriregemente (A 3), Bergslagens artilleriregemente (A 9), Norrlands artilleriregemente (A 4) och Bodens artilleriregemente (A 8). Värnpliktsstyrkan vid A 3, A 4 och A 9 skulle då bli tillräckligt stor för att medge grundutbildning av en fältstark artilleribataljon. Dock slutade försvarsbeslutet med att inget artilleriregemente avvecklades i fredsorganisationen. Istället upplöstes regementsstaben A 4 i krigsorganisationen, vilken hade varit knuten till Nedre norra arméfördelningen.
Inför 1982 års försvarsbeslut undantogs Bodens artilleriregemente, Gotlands artilleriregemente, Norrlands artilleriregemente, Wendes artilleriregemente samt Bergslagens artilleriregemente från granskning gällande att finna en kostnadsreducering inom artilleriet. Bakgrunden till att Norrlands artilleriregemente undantogs, var på grund av tidigare riksdagsbeslut om att lokalisera Arméns tekniska skola (ATS) till Östersunds garnison. Istället föreslogs en avveckling av Smålands artilleriregemente. Genom avvecklingen av Smålands artilleriregemente tillfördes Norrlands artilleriregemente två artilleribataljoner. Därmed bestod regementes krigsorganisation av tio bataljoner.
I början av 1980-talet fortsatte rationaliseringen inom fredsorganisationen, vilket fick arméledningen att föreslå ett försök med att pröva en fullständig samordning av en garnison. Garnisonerna i Sollefteå och Östersund utsågs som försöksgarnisoner. Den 1 juli 1983 inleddes försöksverksamheten vid Östersunds armégarnison (ÖAG), där verksamheten leddes av en garnisonschef. Det innebar att cheferna för Jämtlands fältjägarregemente (I 5), Jämtlands försvarsområde (Fo 22), Norrlands artilleriregemente (A 4) och från 1984 även Arméns tekniska skola (ATS) underställdes chefen för Östersunds armégarnison, som även var tillika försvarsområdesbefälhavare för Jämtlands försvarsområde (Fo 22). Med den nya organisationen samlades all verksamhet utom utbildning under garnisonschefens direkta ledning. Det innebar att infanterister och artillerister blev anställda vid Östersunds armégarnison med garnisonschefen som chef, istället för vid något att garnisonens förband. Cheferna för Jämtlands fältjägarregemente och Norrlands artilleriregemente kom endast att ansvara för befäls-, grund- och repetitionsutbildning. Genom försöksorganisationen började dock de ingående förbanden att förlora sin identitet, då organisationen ansågs var för stor och otymplig. Något som påverkade förmågan att vidmakthålla och utveckla sina specialiteter inom respektive truppslag. År 1986 föreslog därför arméchefen att försöken skulle avbrytas, dock var regeringen av en annan åsikt och försöken drevs vidare fram till den 30 juni 1990. Från den 1 juli 1990 inrättades Jämtlands fältjägarregemente (I 5), Jämtlands försvarsområde (Fo 22), Norrlands artilleriregemente (A 4) och Arméns tekniska skola (ATS) som självständiga förband.
I försvarsbeslutet 1992 ansåg regeringen att Norrlands artilleriregemente tillsammans med Bodens artilleriregemente skulle bibehållas. Detta då regeringen i sin proposition ansåg att de båda regementena behövdes för att utbilda artilleriförband för norrlandsförhållanden. Dock så ansåg regeringen att de två arméförbanden i Östersund, Norrlands artilleriregemente och Jämtlands fältjägarregemente (I 5/Fo 22), skulle upplåta del av sina kasernområden för att samlokalisera myndigheter i Östersund inom huvudprogrammen operativ ledning och gemensamma myndigheter. Då försvarsbeslutet inte medförde någon förändring i fredsorganisationen, gjorde istället en reducering i krigsorganisationen, då två artilleribataljoner vid regementet upplöstes. År 1993 högtidlighöll regementet sitt 100-årsjubileum. Samma år inleddes utbildning haubits m/77B, vilket medförde att regementet 1995 intog ledningen av utvecklingen av artilleriets stridsteknik. Den 30 juni 1994 upphörde regementet att vara en egen myndighet, då samtliga förband, staber och skolor inom försvaret samlades den 1 juli 1994 inom en ny myndighet, Försvarsmakten.
I försvarsbeslutet 1996 etapp 2 skulle krigsorganisationen minskas, bland annat genom att avveckla en brigad inom Norra militärområdet. Försvarsmakten föreslog en avveckling av Fältjägarbrigaden. Men regeringen förordade istället en avveckling av Lapplandsbrigaden i Umeå, detta för att vidmakthålla och utveckla en allsidig och rationell försvarsmaktsgarnison med såväl flyg- som arméförband. Dock så föreslog regeringen samtidigt i sin proposition att Norrlands artilleriregemente tillsammans med Nedre Norra arméfördelningen och försvarsområdesstaben i Östersund skulle avvecklas. I propositionen undantogs motsvarande förband i Boden, det vill säga Övre Norra arméfördelningen och Bodens artilleriregemente. Detta enligt regeringen på grund av närheten till gränszonen och de goda verksamhetsbetingelserna i Bodens garnison.
Den 13 december 1996 antog riksdagen regeringens försvarsproposition, vilket medförde att Norrlands artilleriregemente skulle avvecklas. I regeringens proposition bedömde regeringen att de enheter som skulle avvecklas, kunde utgå ur grund- och i förekommande fall krigsorganisationen före den 1 januari 1999. Avvecklingsåtgärderna skull samtidigt vara avslutade före den 1 januari 2000. Regementet var vid denna tidpunkt Sveriges modernaste artilleriregemente med utbildning enbart på Haubits 77A och B. Den 31 december 1997 avvecklades Norrlands artilleriregemente, vilket uppmärksammades i Östersund genom en avvecklingsceremoni, där den tillförordnade chefen A 4 överstelöjtnant Sten Bredberg överlämnade, via försvarsområdesbefälhavaren överste 1 Ove Fahlén, regementets standar till chefen A 8 överste Torsten Gerhardsson. Tillsammans med standaret övertog samtidigt Bodens artilleriregemente namnet Norrlands artilleriregemente, men med bibehållen beteckning, A 8.

## Verksamhet
När regementet bildades 1893 bestod det till en början av två divisioner (bataljoner), men utökades 1910 med en division i Boden. År 1916 omfattade regementet fyra divisioner. Dock utgick en division 1927, då den bildade ett självständigt förband, Norrbottens artillerikår.
- I. divisionen (1.-3. batt) uppsattes av 9.-10. batt/V. div. från Svea AR. (Härnösand och Stockholm). Beväpnades till en början med 8,4 cm kanon m/1881.
- II. divisionen (4.-6. batt) uppsattes av 9.-10. batt/V. div. från Göta AR. (Karlsborg) Beväpnades till en början med 8,4 cm kanon m/1881.
- III. divisionen (7-9. batt) uppsattes 1910 som ett detachement i Boden.
- IV. divisionen (10-12. batt) uppsattes 1916 vid regementet. 12. batteriet organiserades 1916 som ett bergshaubitsbatteri, och beväpnades med 10,5 cm bergshaub m/24.

År 1957 tillfördes regementet två kårartilleridivisioner. År 1966 införs brigadartilleri och artilleridivisionerna ombenämns som bataljoner. År 1985 tillförs regementet två artilleribataljoner från avvecklade Smålands artilleriregemente. Totalt omfattade regementet tio artilleribataljoner. År 1992 reducerades antalet bataljoner med två. Efter att regementet avvecklades, omfördelas fem bataljoner till två artilleriregementen, tre bataljoner till Bergslagens artilleriregemente och två till Bodens artilleriregemente.
Vid avvecklingen av regementet var det Sveriges modernaste artilleriregemente med utbildning enbart på Haubits 77A/B. Dess krigsuppgift var att understödja norrlandsbrigader i anfallsstrid mot en mekaniserad angripare i väglös terräng, både sommar och vintertid. Regementets förband utbildades för att klara alla tänkbara klimat- och terrängförhållanden i nordligaste Sverige. Regementet var även ledande inom stridsteknikutvecklingen främst vad gällde hotbildsanpassat uppträdande. Totalt bestod regementet av 5200 man, varav 3700 man i fältförbanden.

### Grundutbildningskompanier
Vid regementet fanns totalt sju utbildningskompanier.
- 1./A 4 Frösö kompani – pjäskompani och härstammar från 9. batteriet vid Svea artilleriregemente (A 1).
- 2./A 4 Fredriksskans kompani – utbildningskompani för övningstrupp till Artilleriskjutskolan (ArtSS).
- 3./A 4 Järpens kompani – pjäskompani
- 4./A 4 Borgsjö kompani/Livbatteriet – skolkompani och utbildning av kompani- och plutonsbefälsvärnpliktiga
- 5./A 4 Ragunda kompani – stabskompani
- 6./A 4 Härnösands kompani – utbildningskompani för 5-månaders värnpliktiga en kortare tid. Utbildade 1994/1995 regementsstabskompaniet.
- 7./A 4 Duveds kompani – utbildningskompani av depåvärnpliktiga.

## Ingående enheter

### Norrlands artilleriregementes detachement i Boden
Norrlands artilleriregementes detachement i Boden bildades den 1 april 1910 och grupperades till Norrbottens kavallerikårs kasern på Sveavägen i Boden. Detachementet bestod av en artilleridivision och benämndes A 4 B. Detachement började verka officiellt den 6 juni 1910 och avvecklades den 31 december 1927, för att bilda Norrbottens artillerikår (A 5).

### Utbildningscentral Sundsvall
I juni 1940 förlades ett detachement ur regementet till Sundsvall, för att där bilda en utbildningscentral för luftvärnet. I juli 1940 namnändrades detachementet till Utbc A 4. I oktober 1940 avvecklades detachement. År 1942 bilade detachementet Sundsvalls luftvärnskår.

## Förläggningar och övningsplatser

### Förläggning
När regementet bildades 1893 förlades det till ett kasernetablissement vid Regementsgatan 25-27. Den 28 september 1893 hölls en ceremoni samtidigt som regementet officiellt flyttade in på kasernetablissementet. Ett kasernetablissement som ritats av O A Busch och Erik Josephson Inflyttningen på kasernetablissementet pågick sedan fram till den 1 oktober 1895. År 1904 gjorde en tillbyggnad och 1919 uppfördes "kasern 4" och 1939 uppfördes "kasern 5". Efter att regementet avvecklades förklarades den centrala delen av kasernetablissementet som Statligt byggnadsminne. Området såldes till Vasallen som sedan omställde det till civilverksamhet. Den 6 september 2002 flyttades Mitthögskolans (sedan 2005 Mittuniversitetet) campus i Östersund från Rådhusgatan och Frösö strand till det avvecklade regementsområdet. Campusområdet rymmer också drygt 90 företag, organisationer och myndigheter.

### Övningsplatser
Till regementet hörde tre övningsplatser, Grytans skjutfält, Håckrenlägret i Mörsil och Björnängelägret i Åre. Grytans skjutfält påbörjades att uppföras 1893 kom totalt att omfatta dryga 3.500 hektar. Håckrenlägret och Björnängelägret användes för vinterutbildning av förband och skolor från hela Sverige. Björnängelägret eldhärjades under 1970-talet och återstoden revs senare. Regementet hade även en lägerplats vid Fyrvalla, Lövbergalägret. Detta läger revs dock 1981, för att ge plats år Arméns tekniska skola.

## Heraldik och traditioner
Batteriet som tillfördes från Härnösand, 9. batteriet, härstammar från artilleriet på Cronstads skans och V. artilleridivisionen från Första Göta artilleriregemente härstammar från Stedingkska regementet.

### Förbandsstandar
Regementet tilldelades sitt förbandsstandar av kung Gustav V på hans födelsedag den 16 juni 1938. I samband med det byttes Västerbottens landskapsvapen (ren med stjärnor)(symboliserande Norrland) till Jämtlands landskapsvapen. Vid avvecklingen av regementet övertog Bodens artilleriregemente regementets traditioner, standar och namn. Den 30 juni 2000 avvecklades Bodens artilleriregemente, eller Norrlands artilleriregemente, som det då benämndes. Från den 1 juli 2000 förs standaret och dess traditioner av Artilleriregementet.

### Församling i Svenska kyrkan
Åren 1893–1927 utgjorde Norrlands artilleriregementes anställda och deras anhöriga en så kallad icke-territoriell församling, Östersunds garnisonsförsamling.

### Kamratförening
Vid Norrlands artilleriregemente bildades den 6 juni 1936 kamratföreningen Norrlandsartillerister, vilken är en ideell förening och har som syfte att vara en länk och samlingsplats mellan anställda eller värnpliktiga som tjänstgjort vid Norrlands artilleriregemente, vidare vårdar föreningen förbandets minne och traditioner. Kamratföreningen har sedan 1938 en underavdelning i Stockholm, Stockholms batteri. Lokalavdelningar har även funnits i Norrbotten till 1972 och Göteborg till 1997.

### Övriga föreningar
Norrlandsartilleriregementes idrottsförening, A 4 IF

Norrlands artilleriregementes skytteförening, A 4 Skf

Östersunds artilleribefälsförening, Ösd Artbf med ungdomsavdelning (Ösd Artbf-UA4)

Jämtlands fältartilleri, JFA (militärkulturhistorisk förening)

### Utmärkelsetecken
I samband med att Norrlands artilleriregemente avvecklades, instiftades 1997 Norrlands artilleriregementets minnesmedalj i silver (NorrlartregMSM). Vid regementet har det även instiftats ett hedersplakett.

## Materiel vid förbandet
Regementets första artilleripjäser 8,4 cm kanon m/1881. År 1906 påbörjades en ombeväpning till 7,5 cm kanon m/02. År 1916 beväpnades två divisioner med 10,5 cm haubits m/10. År 1919 tillfördes 10,5 cm bergshaub m/24 till bergshaubitsbatteriet. I samband med att regementet avhästas 1954 blir 10,5 cm haubits m/40 regementets huvudpjäs. 1957 tillförs två kårdivisioner (XIII. och XXVI.) med 15 cm haubits m/39B. Åren 1973–1974 görs de första försöken vid regementet med 15,5 cm haubits 77A. Och 1979/1980 inleds värnpliktsutbildning på m/77A. År 1993 inleds värnpliktsutbildning 15,5 cm haubits 77B.
- 8,4 cm kanon m/1881
- 8,4 cm kanon m/1894
- 7,5 cm kanon m/02
- 7,5 cm kanon m/02-33
- 10,5 cm haubits m/10
- 10,5 cm bergshaubits m/24
- 10,5 cm haubits m/40
- 10,5 cm haubits 4140
- 12 cm granatkastare m/41
- 15 cm haubits m/06
- 15 cm haubits m/39B
- 15,5 cm haubits F
- 15,5 cm haubits 77A
- 15,5 cm haubits 77B

## Förbandschefer
Regementschefer verksamma vid regementet åren 1893–1897.

- 1893–1898: Överste Ernst Boheman
- 1898–1907: Överste Herman Birger Holmberg
- 1907–1913: Överste Olof Erland Hofstedt
- 1913–1916: Överste Arvid Edmund Rudling
- 1916–1922: Överste Hugo Nordenfelt
- 1922–1927: Överste Johan Georg Sylvan
- 1927–1934: Överste Georg Ohlson
- 1934–1939: Överste Per Falk
- 1939–1942: Överste greve Carl-Gustaf Hamilton
- 1942–1943: Överste Carl Årmann
- 1943–1947: Överste Fernando Odenrick
- 1947–1952: Överste Thorsten Berggren
- 1952–1959: Överste Stig Lindström
- 1959–1965: Överste Göran Schildt
- 1965–1975: Överste Lennart Brant-Lundin
- 1975–1979: Överste Sven Ragnar Eugén Holmberg
- 1979–1982: Överste Thure Östberg
- 1982–1985: Överste Lars-Olof Strandberg
- 1985–1987: Överste Dan Snell
- 1987–1992: Överste Sten Sture Gustaf Ankarcrona
- 1992–1994: Överste Lennart Uller
- 1994–1996: Överste Lars Lagrell
- 1996–1997: Överste Torsten Gerhardsson
- 1997–1997: Överstelöjtnant Sten Bredberg [f]

## Namn, beteckning och förläggningsort
| Kungl. Norrlands artilleriregemente | 1893-10-01 | – | 1974-12-31 |
| Norrlands artilleriregemente        | 1975-01-01 | – | 1983-06-30 |
| Norrlands artilleriregemente        | 1990-07-01 | – | 1997-12-31 |

| № 4 | 1893-10-01 | – | 1914-09-30 |
| A 4 | 1914-10-01 | – | 1983-06-30 |
| A 4 | 1990-07-01 | – | 1997-12-31 |

| Östersunds garnison (F) | 1893-10-01 | – | 1983-06-30 |
| Bodens garnison (D)     | 1910-04-01 | – | 1927-12-31 |
| Sundsvalls garnison (D) | 1940-06-?? | – | 1940-10-03 |
| Östersunds garnison (F) | 1990-07-01 | – | 1997-12-31 |
| Grytans skjutfält (Ö)   | 1894-03-14 | – | 1997-12-31 |

## Galleri

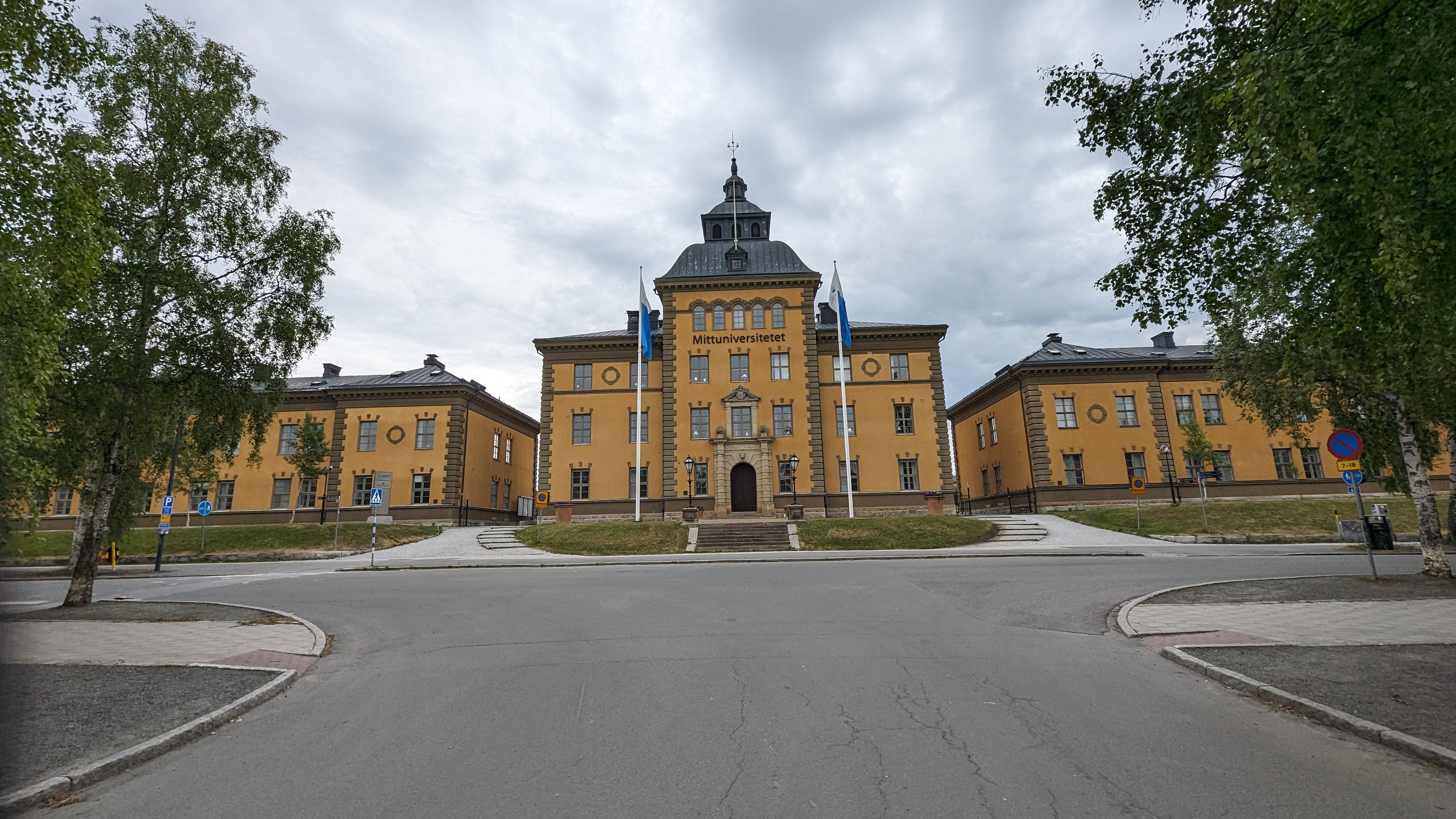
Kanslihuset, byggnad 1.
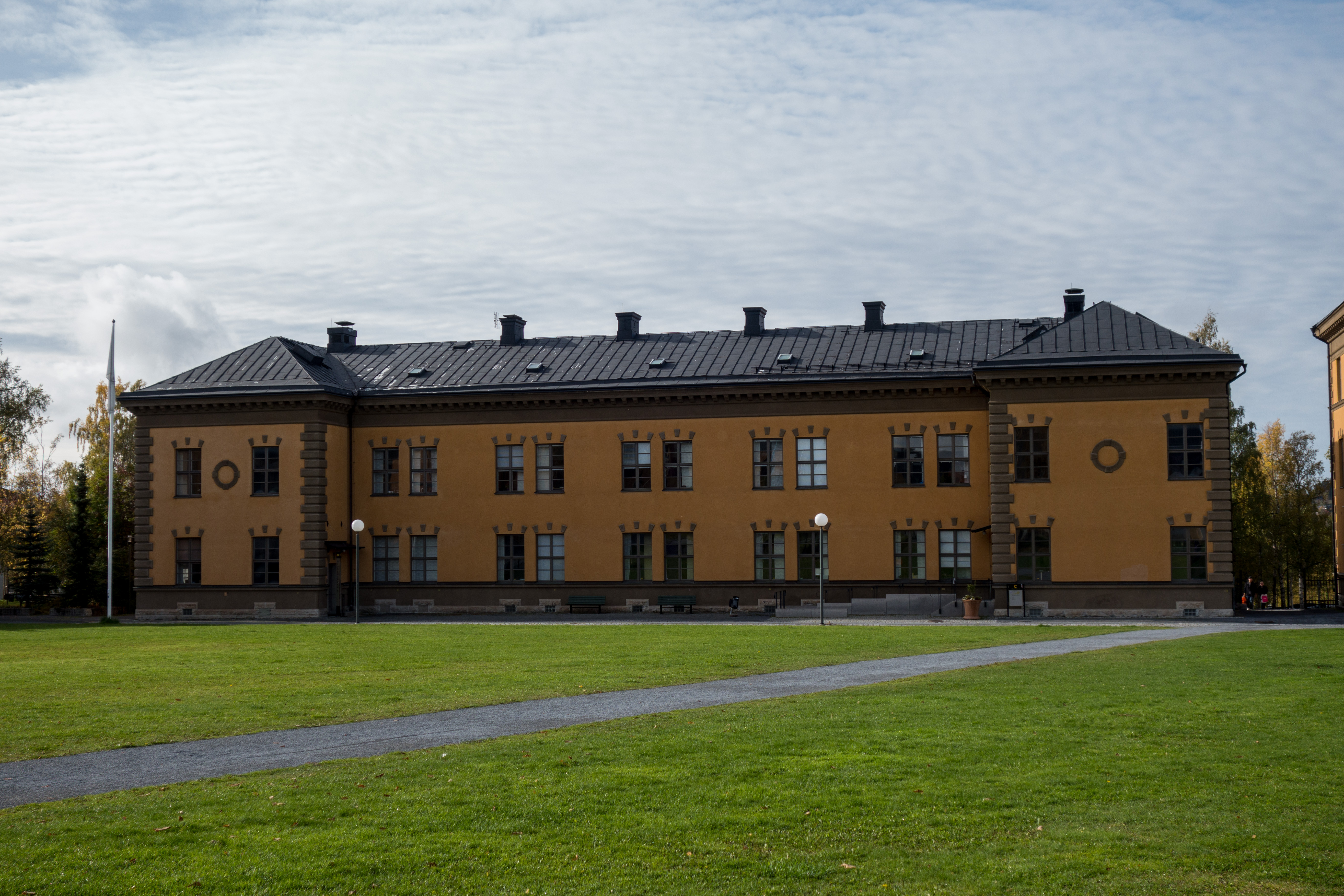
Kasern, byggnad 2.
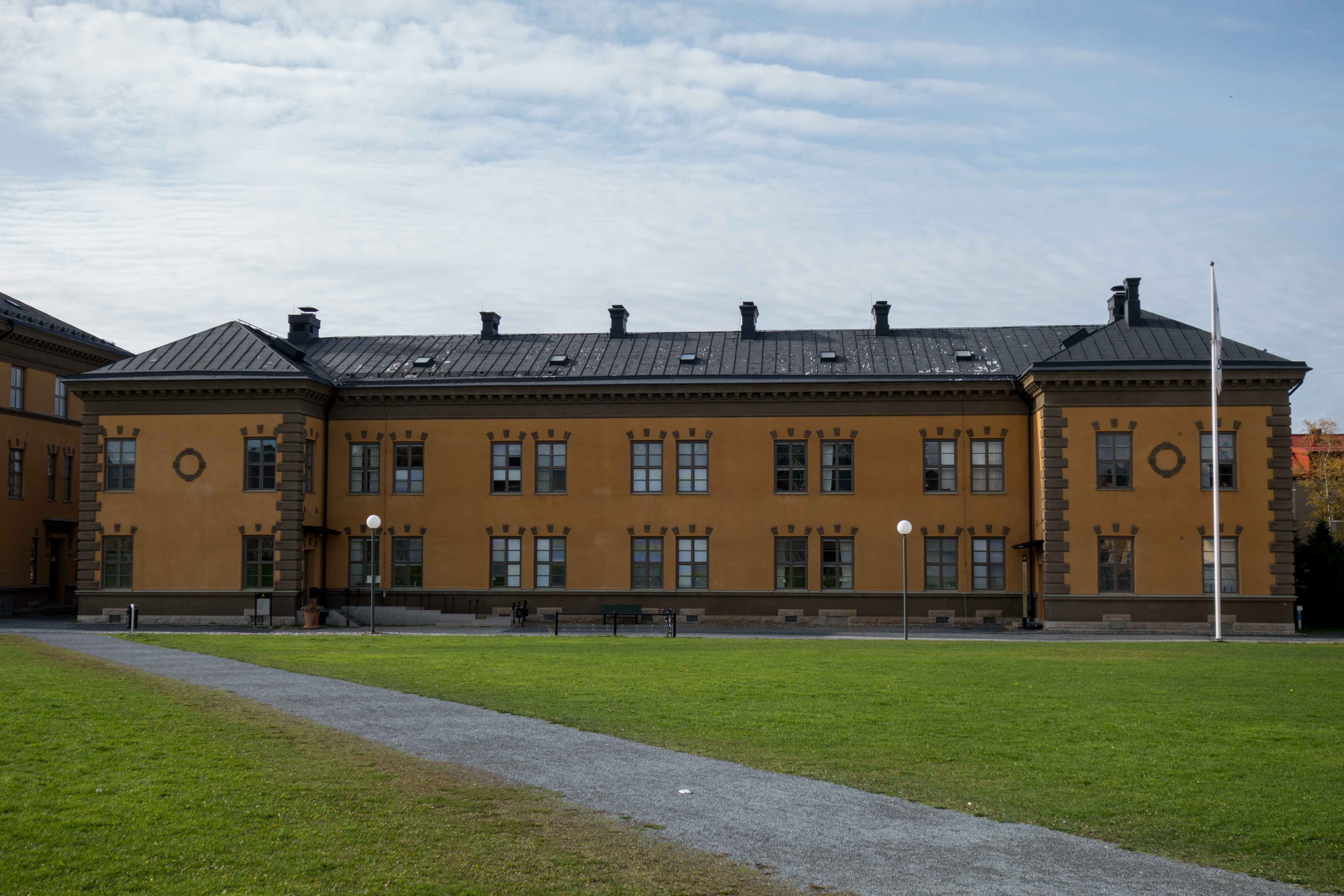
Kasern, byggnad 3.
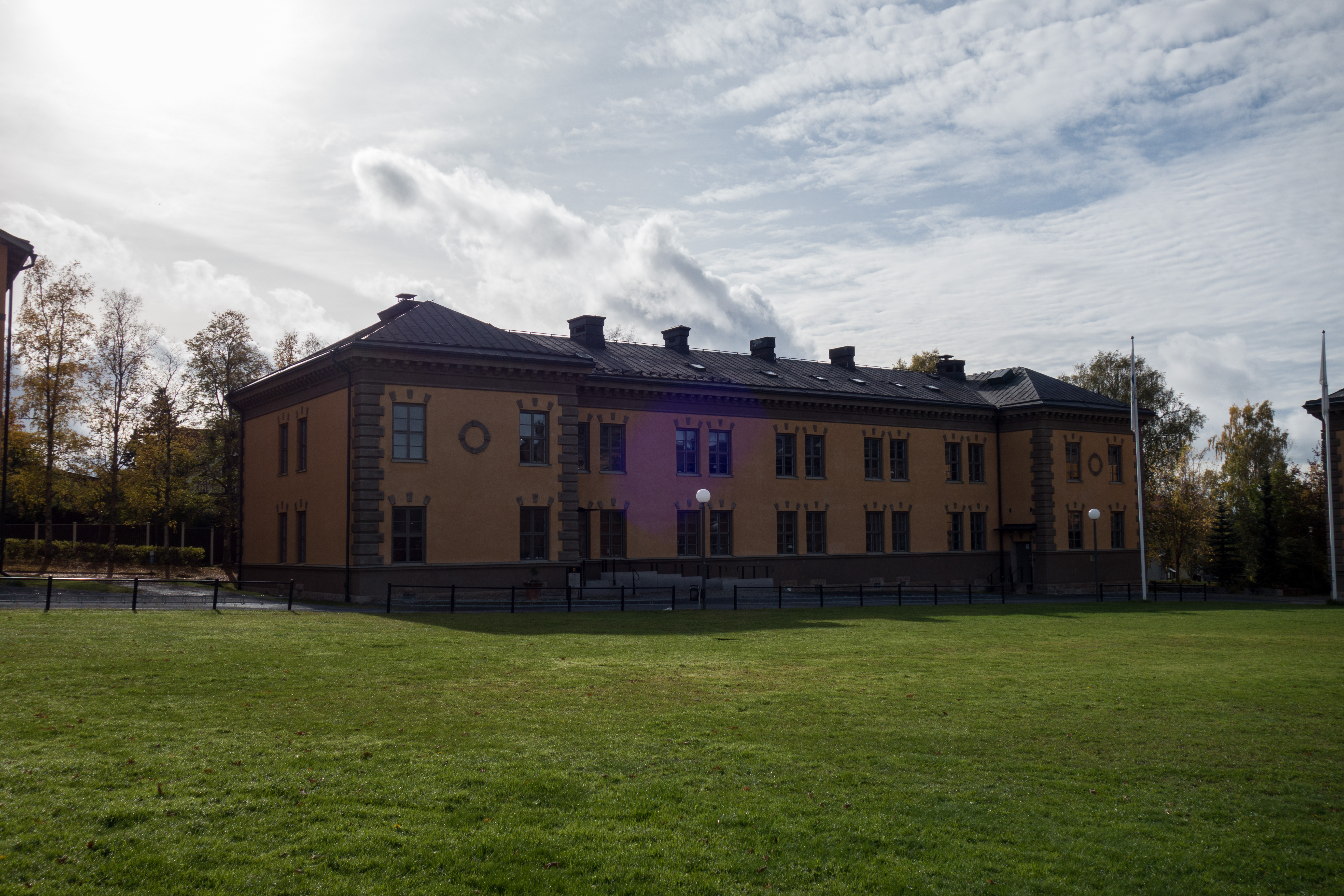
Kasern, byggnad 4.
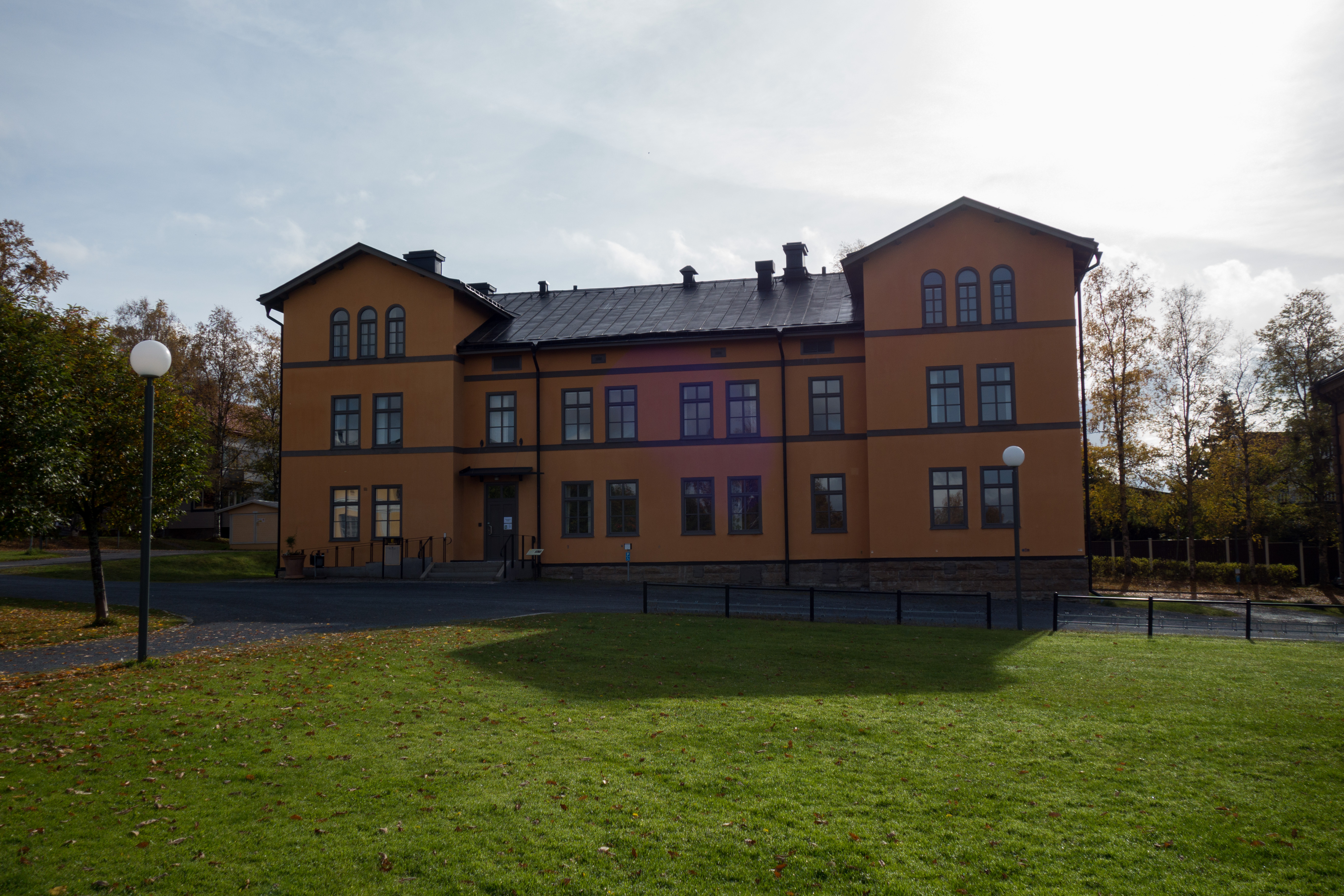
Expeditionsbyggnad, byggnad 5.
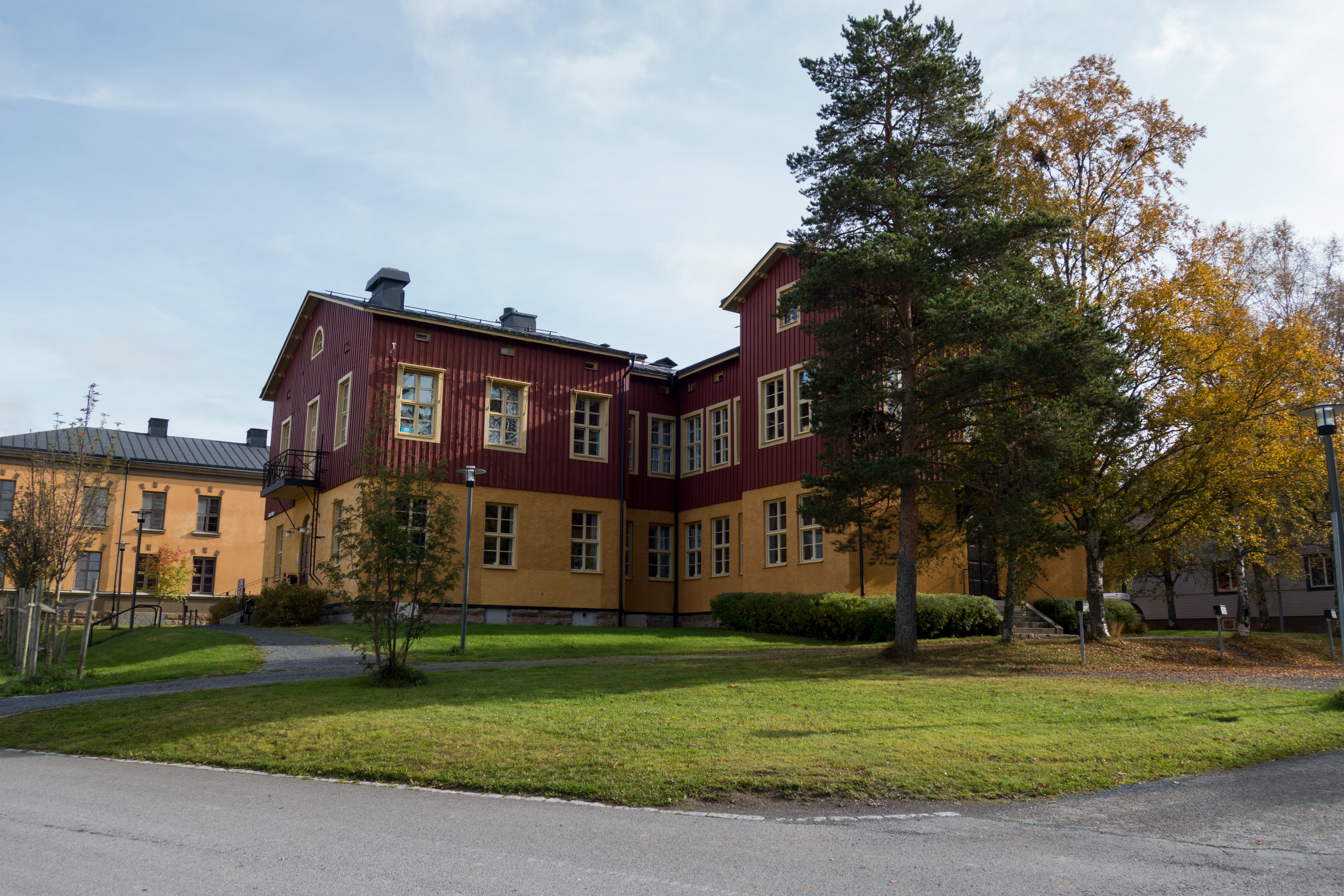
Sjukstuga, byggnad 6.
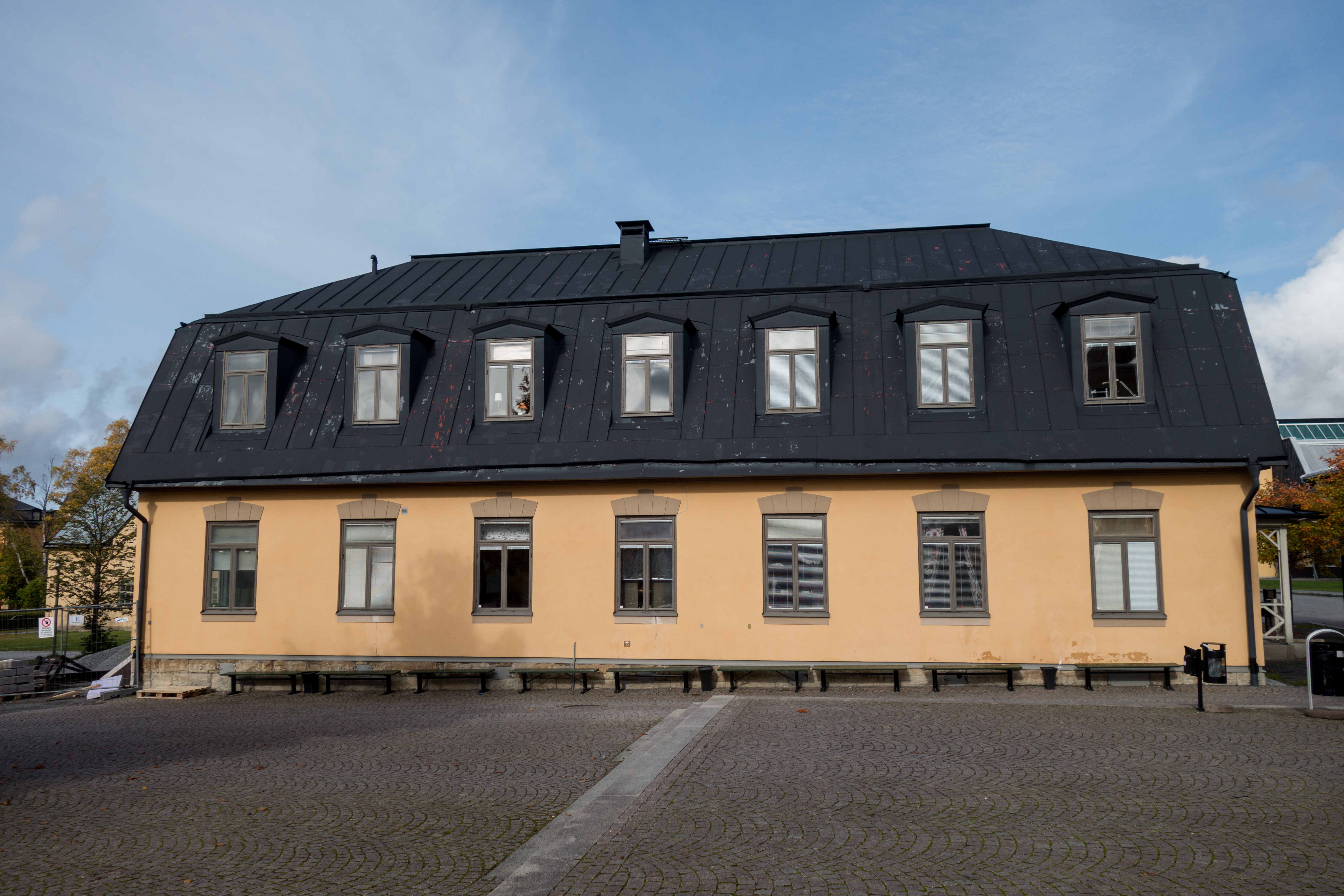
Expeditionsbyggnad, byggnad 11.
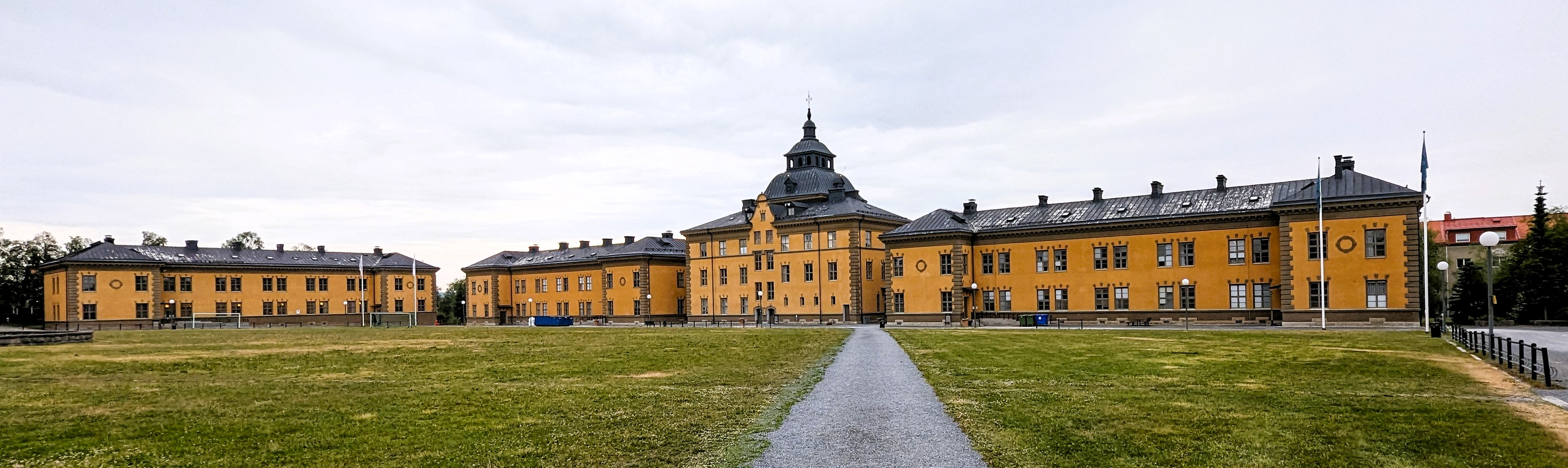
Vy från kaserngården över kasern och kanslihuset.
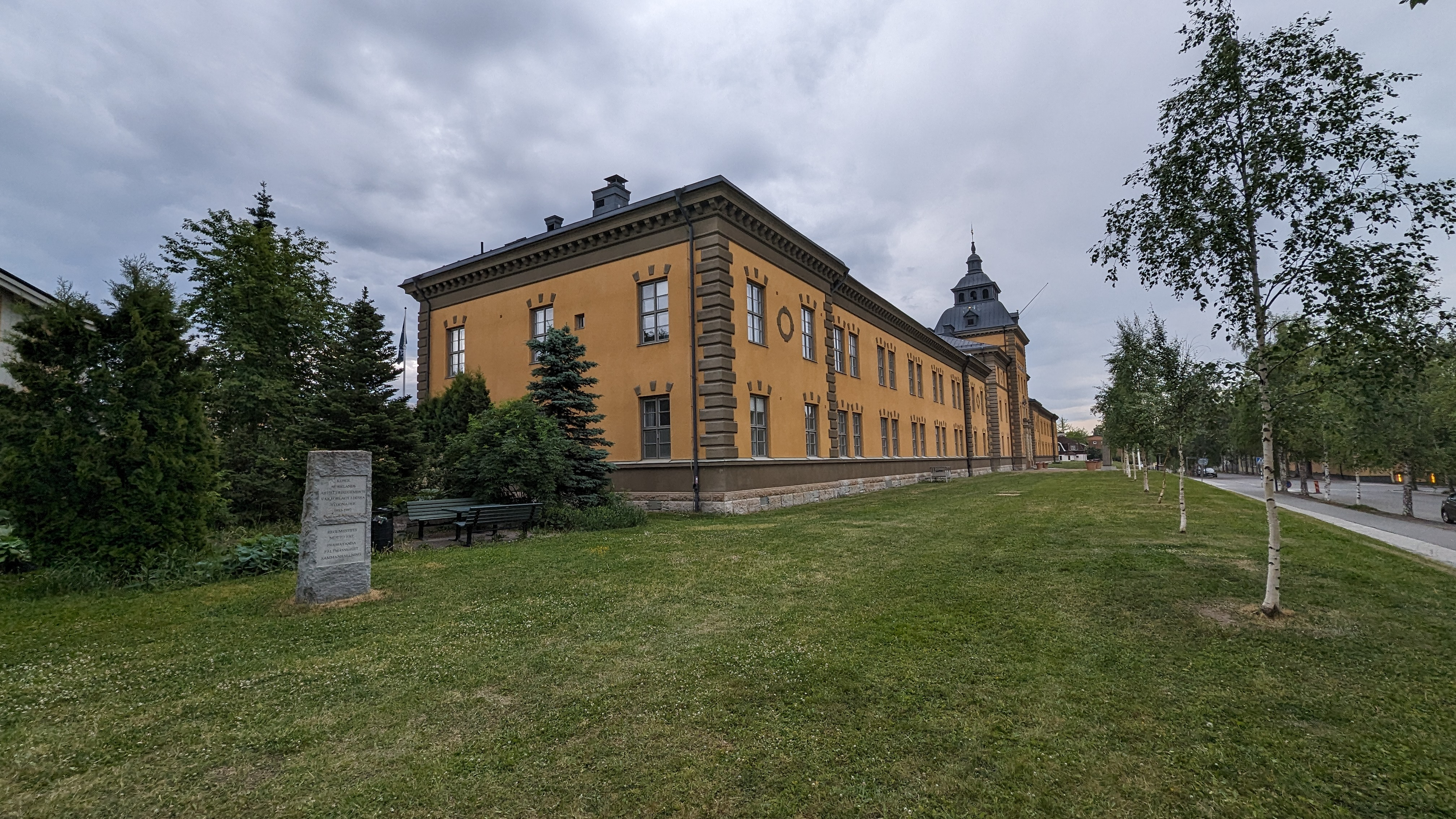
Regementets minnessten i Östersund.
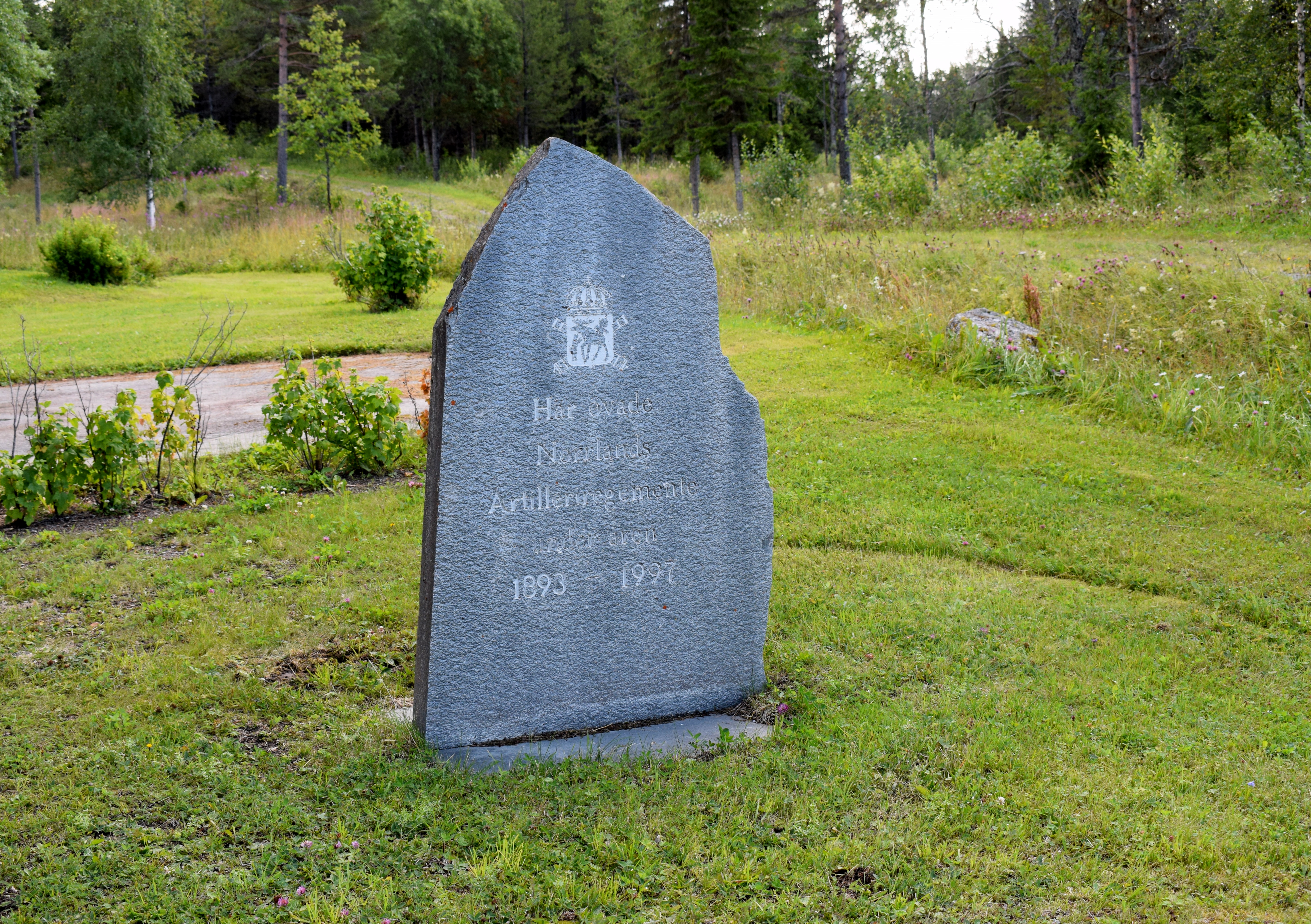
Regementets minnessten i Grytan.
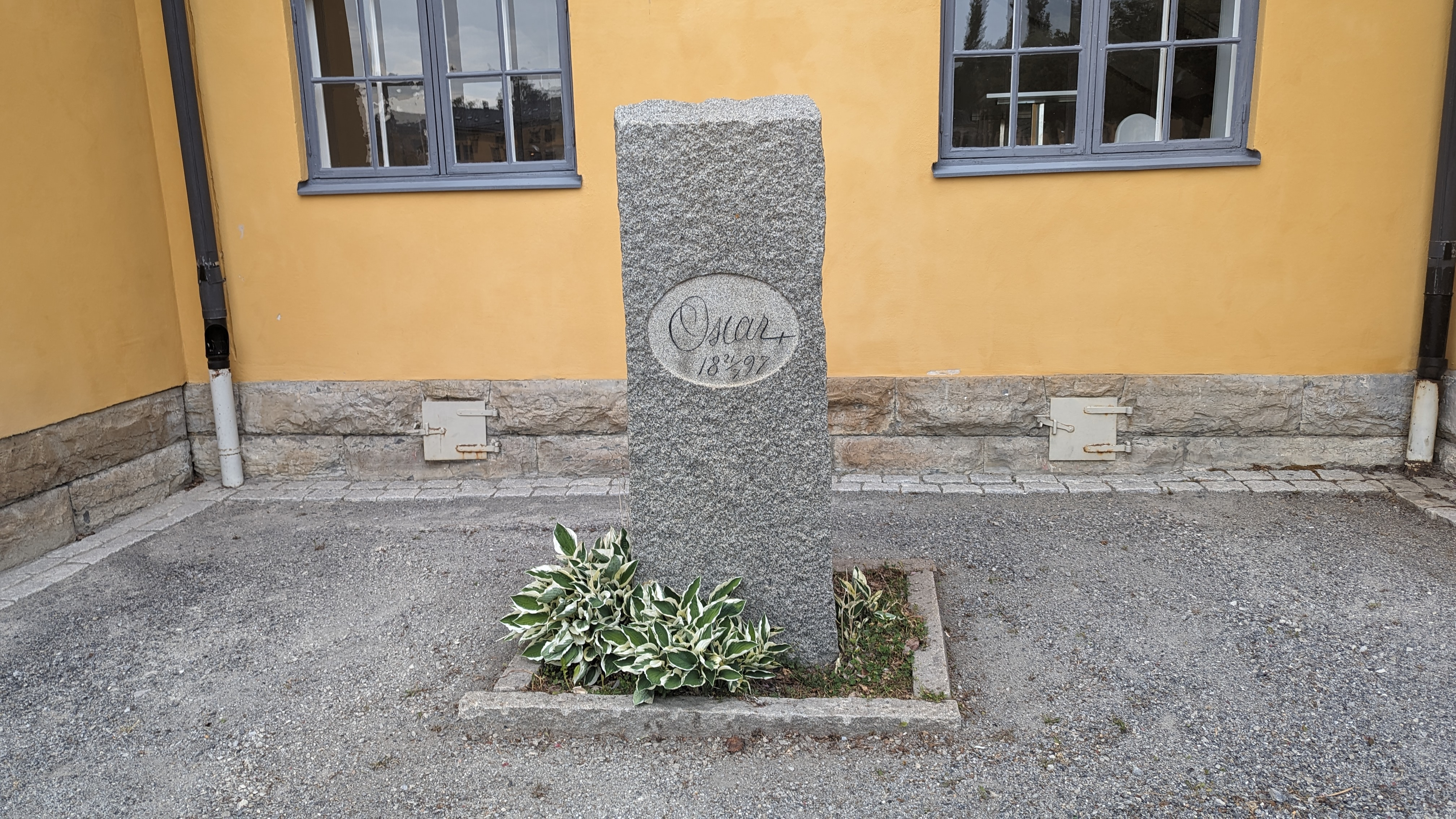
Minnessten över Oscar II besök 1897.
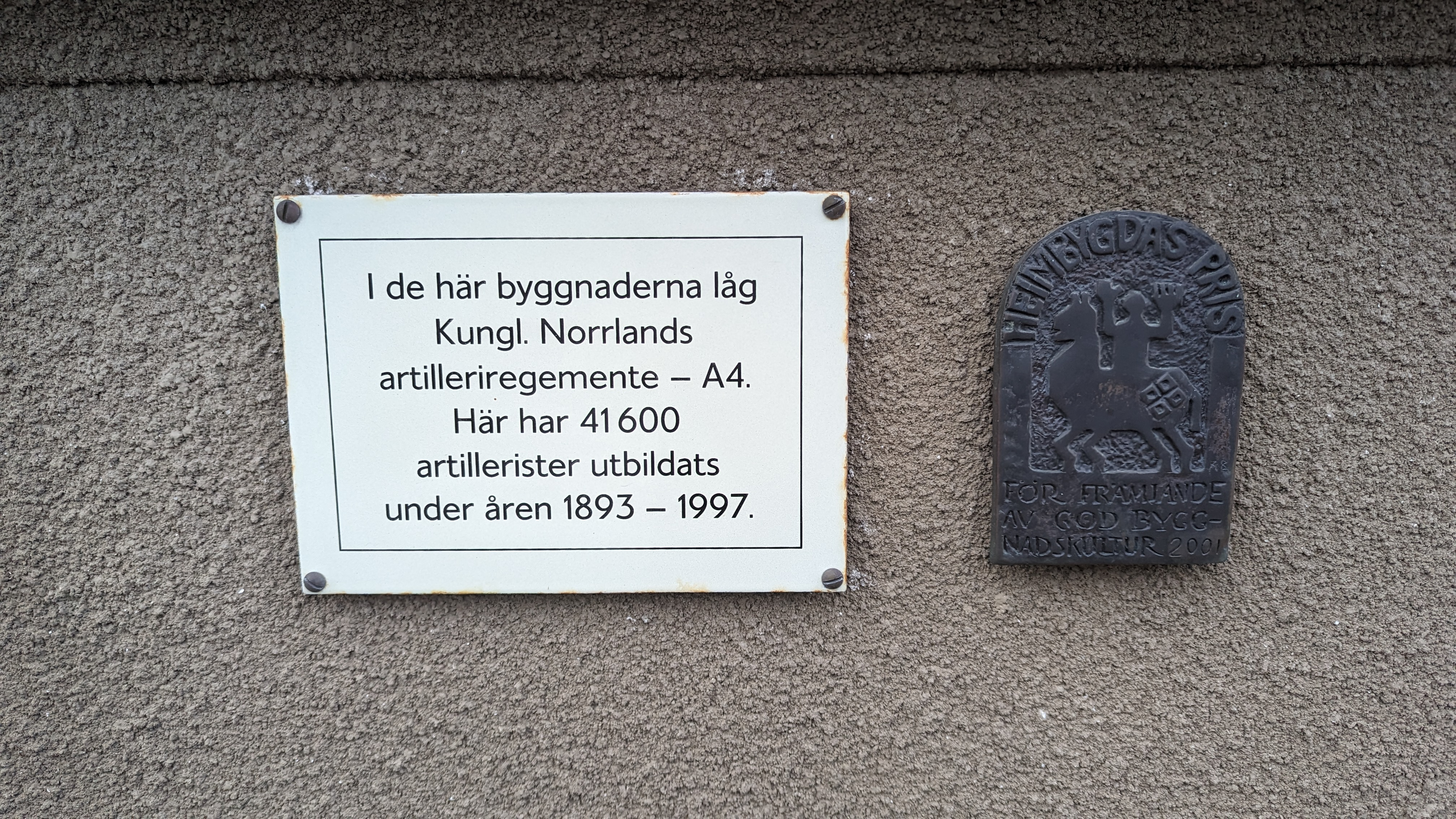
Minnesskylt på kanslihuset.